# Ancistroplax crocidurae
Ancistroplax crocidurae är en insektsart som beskrevs av James Waterston 1929. Ancistroplax crocidurae ingår i släktet Ancistroplax och familjen gnagarlöss. Inga underarter finns listade i Catalogue of Life.